# Humbert II av Savojen
Humbert II av Savojen, född 1065, död 1103, var regerande greve av Savojen från 1080 till 1103.